# پینگتانگ
پینگتانگ (屏東縣) یک شهرستان‌ در تایوان است که در استان تایوان تایپه واقع شده‌است. مرکز  این شهرستان شهر پینگتونگ است.

## خصوصیات
پینگتانگ ۲٬۷۷۵٫۶۰۰۳ کیلومترمربع مساحت و ۸۴۷٬۹۱۷ نفر جمعیت دارد.